# Johann Georg Wille

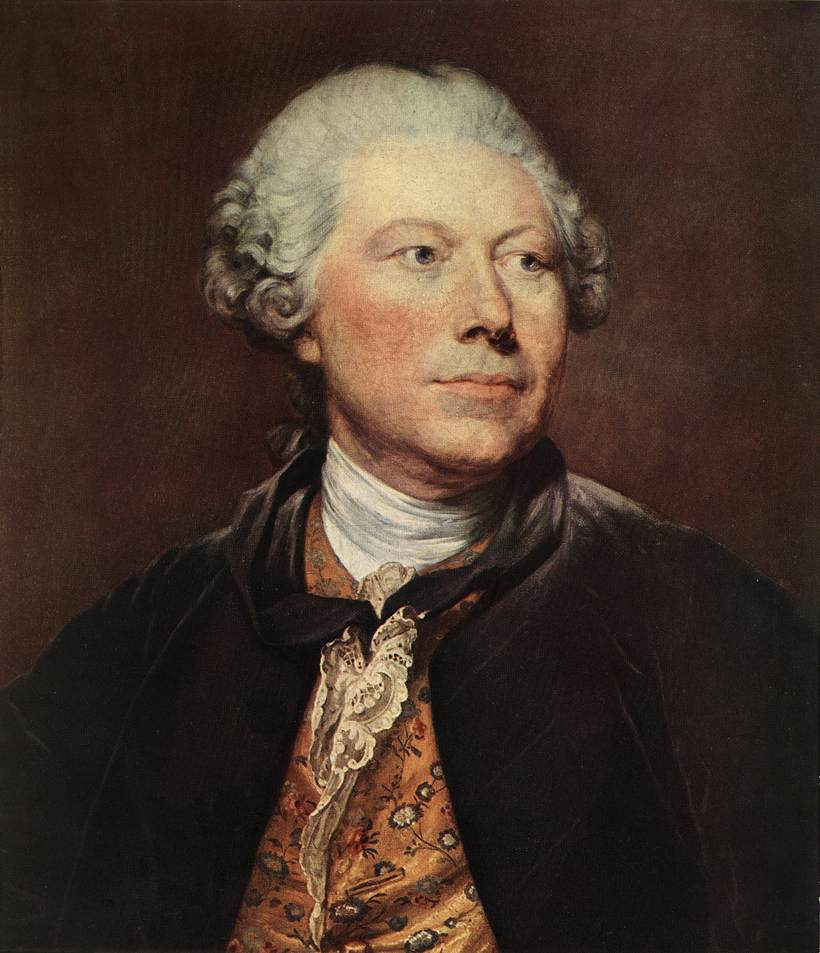
Porträt in Öl von Jean-Baptiste Greuze aus dem Jahre 1763

Johann Georg Wille (eigentlich: Will), auch Jean Georges Wille, (* 5. November 1715 auf der Obermühle im Biebertal bei Königsberg; † 5. April 1808 in Paris) war ein im 18. Jahrhundert berühmter aus Deutschland stammender Kupferstecher, der in Frankreich lebte und dort auch als Bilderhändler wirkte. Wille war Zeuge der Zeit des späten Absolutismus im Königreich, der folgenden Französischen Revolution und der ersten Jahre des Kaiserreichs.

## Leben und Werk

### Kindheit, Lehr- und Gesellenjahre
Wille wurde als Sohn des aus Königsberg stammenden Müllers Johann Philipp Wille und seiner Frau Anna Elisabeth Zimmermann als ältestes von sieben Kindern geboren. Schon als Knabe fertigte der junge Johann Georg, wie er in seiner Autobiografie ausführlich schildert, Kreidezeichnungen von Vögeln, Bäumen und anderen Gegenständen an, bemalte in der Schule die Gesichter seiner Mitschüler und modellierte groteske Köpfe und Masken aus Ton, doch interessierte er sich auch für die Kunst in Kirchen und für die Illustrationen in der väterlichen Bibel, die er imitierte und durch eigene Kompositionen auf dem ihm vom Vater geschenkten Zeichenpapier ergänzte. Nebenbei interessierte er sich auch sehr für die Pflanzenwelt in seiner Umgebung und für die Heilkraft der Kräuter.
Der Vater hatte vor, seinen begabten Sohn auf die Universität zu schicken, und für kurze Zeit wurde er auch in Gießen von Professor Grollmann in Arithmetik unterrichtet, doch der Wunsch, Malerei zu studieren, blieb, so dass der Vater ihn schließlich zu einem Porträtmaler in die Lehre gab. Allerdings erwies sich diese Lehre im Zeichnen und Malen als nicht so effektiv wie gedacht, so dass Wille schließlich zum Metallgraveur ausgebildet wurde und beim Büchsenmacher Peter Wittemann in Gießen lernte, Jagdgewehre mit Gravuren zu verzieren. Diese Tätigkeit übte er für kurze Zeit auch in Usingen aus.
1736 erfolgte seine Gesellenwanderung über Frankfurt am Main, Worms, Frankenthal, Speyer, Landau, Weißenburg und Straßburg nach Paris. In Straßburg schloss er während dieser Wanderung mit dem Kupferstecher Georg Friedrich Schmidt Freundschaft, der zusammen mit dem Maler Friedrich Wilhelm Hoeder unterwegs war. Diese drei Künstler setzten die Reise gemeinsam fort und trafen Ende Juli 1736 in Paris ein.

### Aufstieg zum gefragten Kupferstecher in Paris

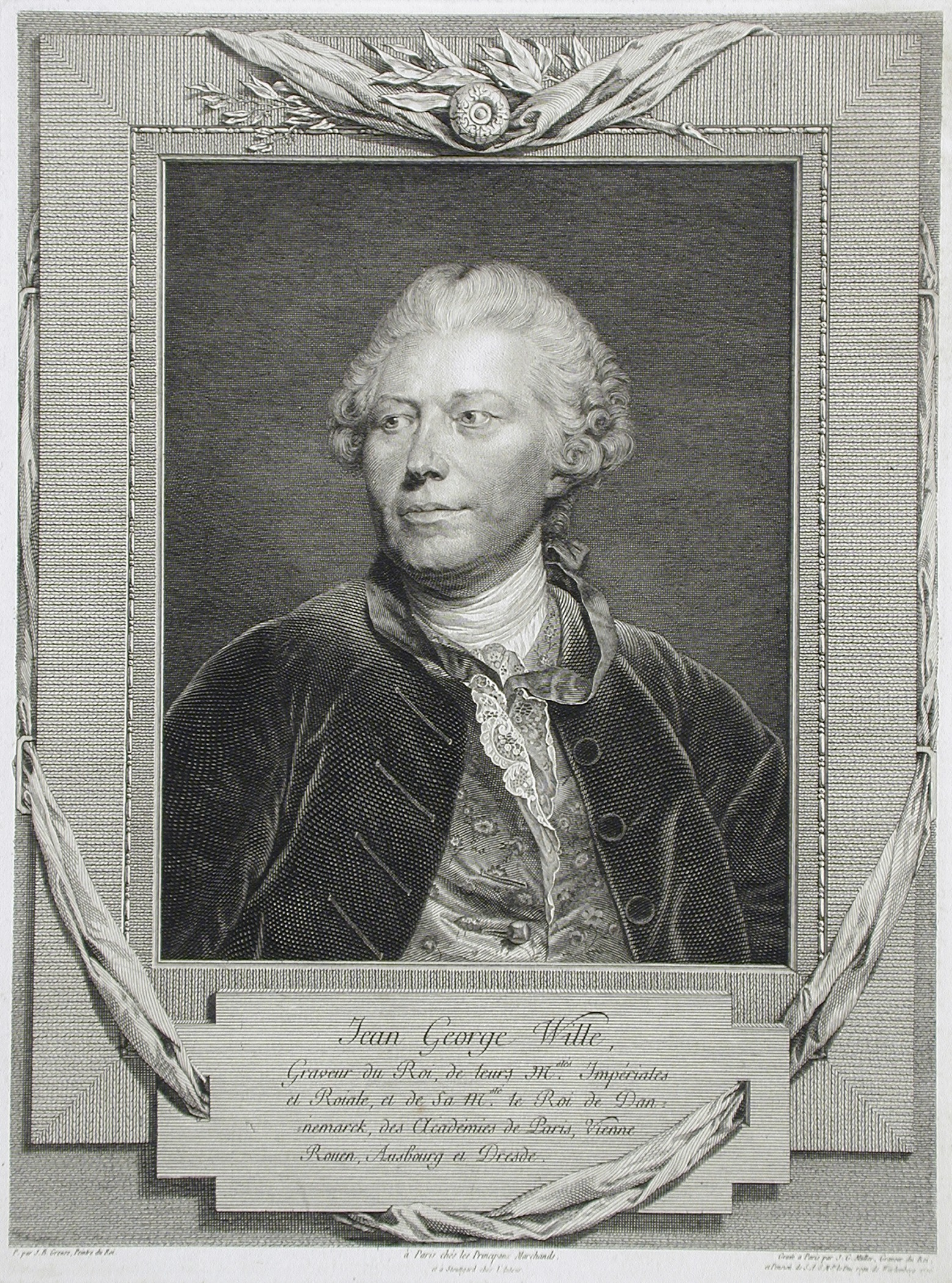
Johann Georg Wille in einem Kupferstich des Johann Gotthard von Müller aus dem Jahre 1776

In der französischen Metropole bewohnte Wille mehrere Jahre mit seinem Freund Schmidt bis zu dessen Aufnahme in die Académie royale de peinture et de sculpture eine gemeinsame Wohnung. Zunächst verzierte er in Paris wieder Büchsenschäfte für einen Waffenschmied und gravierte auch Uhrengehäuse, schulte sich aber nebenbei an der Pariser Akademie im Zeichnen und vor allem im Kupferstechen, wobei er sich viel von dem drei Jahre älteren Schmidt abschauen konnte. Dabei bewies er so viel Talent, dass er für den Verleger Michel Odieuvre 19 Illustrationen für den Band L'Europe illustre, contenant l'histoire abrégée des souverains, des princes, des prélats, des ministres, des grands capitaines, des magistrats, des savans, des artistes, & des dames célèbres en Europe anfertigen durfte, darunter eine Reihe von Porträts französischer Könige, eine Arbeit, für die er allerdings schlecht bezahlt wurde. Neben Schmidt half der Stecher Jean Daullé, für den er 1742 tätig war, Willes Stecherkunst zu vervollkommnen. Auch zum Kupferstecher Johann Martin Preissler, dem späteren Hofkupferstecher des dänischen Königs, unterhielt er in Paris freundschaftliche Beziehungen.

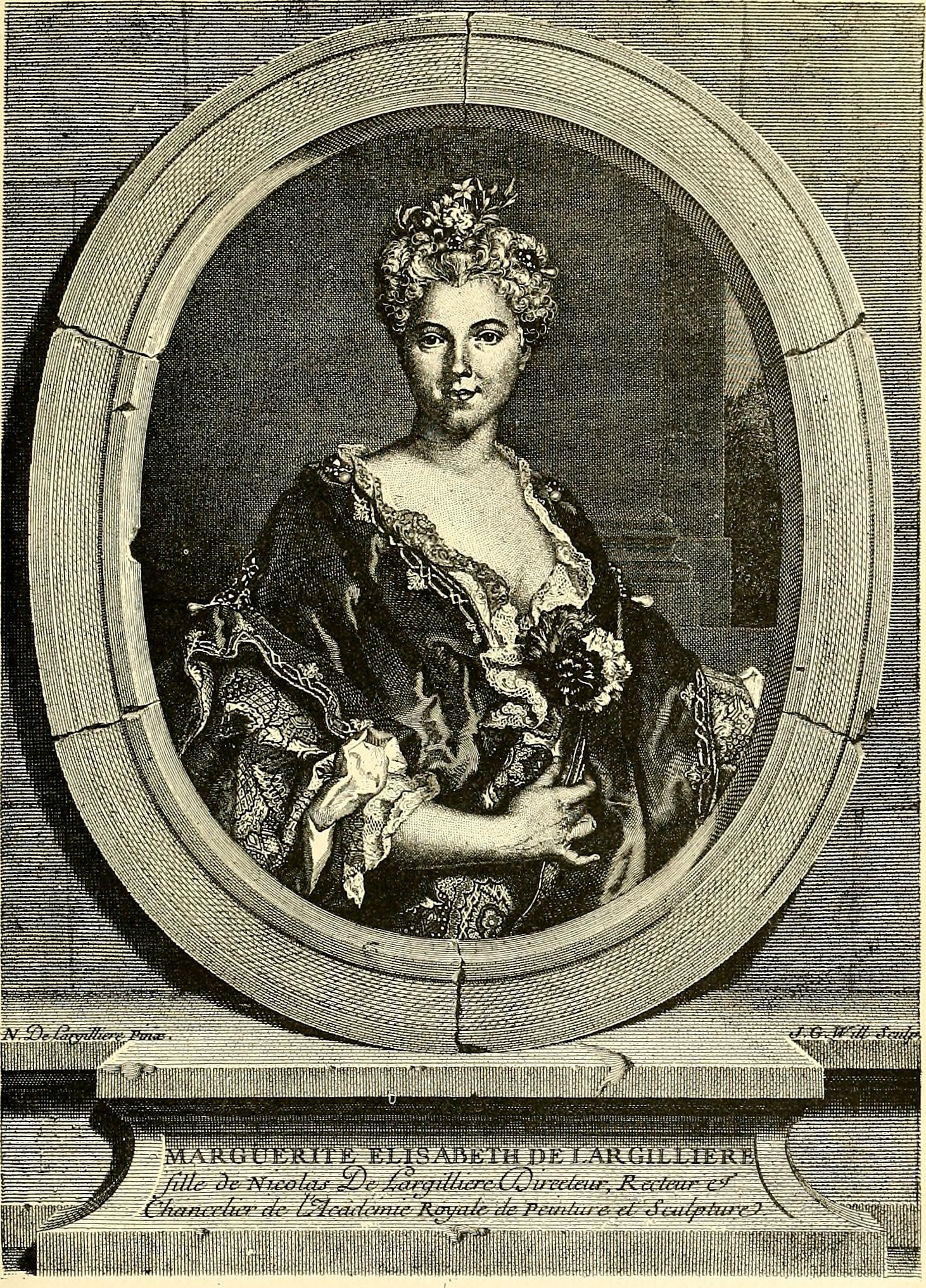
Porträt der Marguerite Élisabeth de Largillière nach Nicolas de Largillière.

Willes Bildnisse nach Gemälden von Nicolas de Largillière weckten das Interesse des Malers Hyacinthe Rigaud, der ihm erlaubte, Porträts seiner Frau und des Marschalls Louis-Charles-Auguste Fouquet de Belle-Isle zu stechen. Mit diesen Arbeiten machte er sich in Paris einen Namen. Weitere Porträt-Stiche folgten, darunter auch Darstellungen Friedrichs des Großen nach Gemälden von Antoine Pesne. Nach und nach wurde Wille zu einem der bekanntesten Kupferstecher von Paris, den man für seine präzise Stichtechnik pries, und bald vertrauten ihm die berühmtesten französischen Maler, unter ihnen Louis Tocqué, ihre Bildnisse zum Stechen an. Doch führte er auch Stiche nach Bildern älterer niederländischer Meister aus, unter anderem nach Gerard ter Borch, Gabriel Metsu, Jan van Mieris und Caspar Netscher. Zu diesen Arbeiten gehörten neben traditionellen mythologischen und religiösen Motiven auch Genreszenen. Viele dieser Werke zählen zu den hervorragendsten Schöpfungen der Kupferstecherkunst des 18. Jahrhunderts.

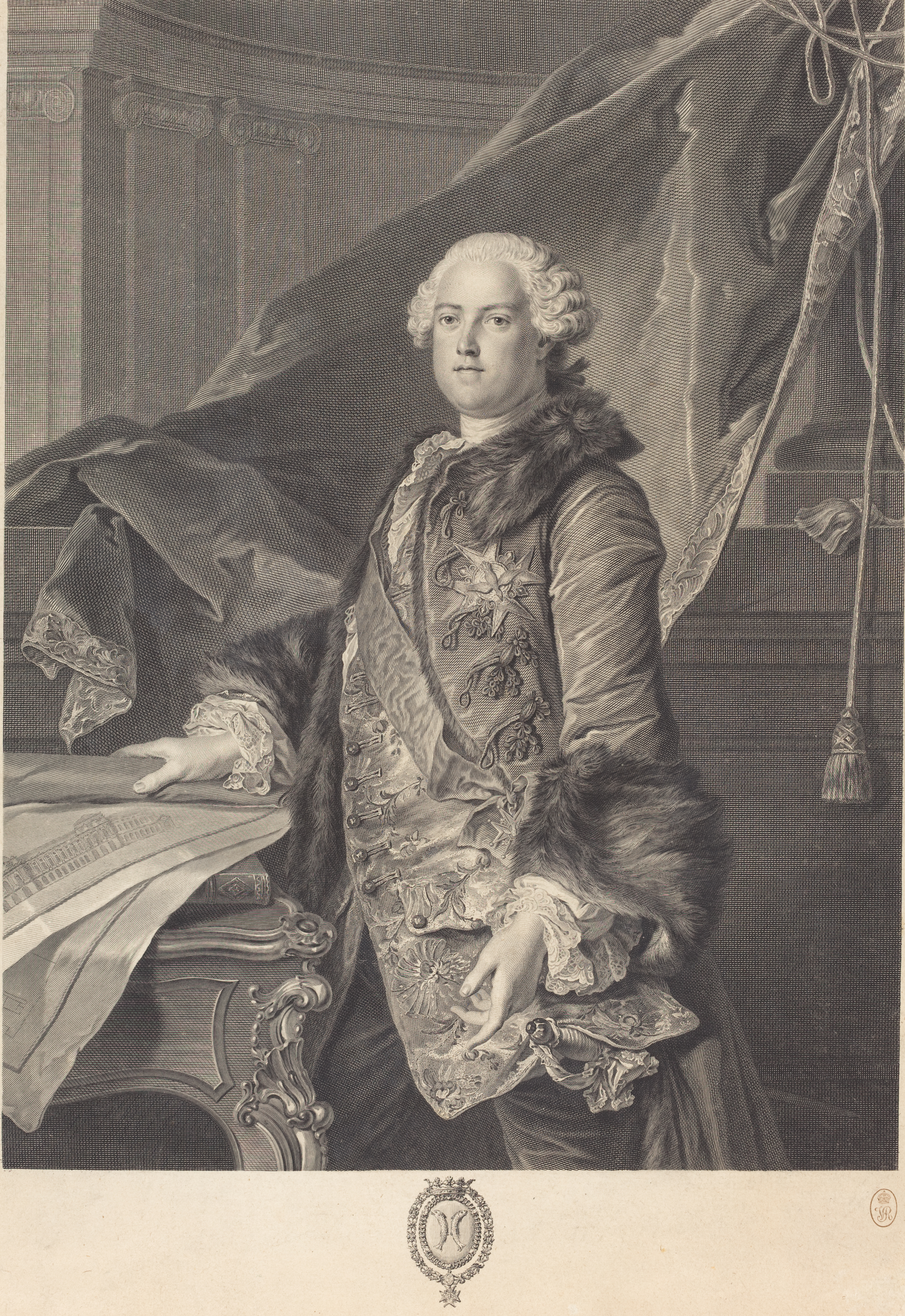
Porträt des Marquis de Marigny nach Louis Tocqué (1755).

Wille hielt sich seit seiner Ankunft im Juli 1736 fast ständig in Paris auf. Nur 1746 hatte er wegen einiger Erbschafts- und Familienangelegenheiten kurz Deutschland besucht, war aber im gleichen Jahr wieder in die französische Metropole zurückgekehrt. Nachdem er die französische Staatsbürgerschaft angenommen hatte, verlieh ihm 1755 die Académie royale als Anerkennung für die technische Perfektion seiner Stiche den Titel eines „Graveur du Roi“. 1761 wurde er nach Einreichung seines nach einem Gemälde von Tocqué gestochenen Porträts des Marquis de Marigny, an dem er sechs Jahre lang gearbeitet hatte, Mitglied der Académie royale. Daneben gehörte er u. a. den Akademien von Augsburg, Wien, Kopenhagen und Berlin an. Er war Hofkupferstecher des französischen Königs Ludwig XV., des Königs von Dänemark Friedrich V. und des römisch-deutschen Kaisers.

### Kunsthandel und eigene Kupferstecherschule
Neben seiner künstlerischen Tätigkeit war Wille auch ein erfolgreicher Kunsthändler, der über seinen Pariser Kunsthandel wichtige grafische Sammlungen in ganz Europa mit Stichen versorgte. Auch sein umfangreicher Briefwechsel belegt diese rege Handelstätigkeit.
In seinem Atelier, das zum Zentrum der Pariser Stichkunst wurde, betrieb Wille zudem eine Kupferstecher- und Zeichenschule, wo vorrangig nach dem lebenden Modell (Porträt, Akt) und nach der Natur (Exkursionen mit Landschaftsdarstellungen vor Ort) gearbeitet wurde. Dort bildete er seine Kunstschüler, aber auch künstlerisch tätige Handwerker nach seinen eigenen pädagogischen Vorstellungen aus. In seiner 1753 gegründeten „Teutschen Zeichenschule“, in der im Gegensatz zum strengen Regelsystem der französischen Akademie jeder Schüler individuell behandelt und im Rahmen seiner persönlichen Fähigkeiten gefördert, aber auch geistig-moralisch im Sinne der Aufklärung erzogen wurde, fanden zwischen 1755 und 1790 rund 70 Künstler ihre Ausbildung. Viele der fortschrittlichen Ideen, die er bei Wille kennengelernt hatte, übernahm wenig später sein Schüler Jacob Matthias Schmutzer für das von ihm konzipierte Ausbildungssystem an der von ihm in Wien gegründeten Zeichen- und Kupferstecherakademie, die später mit der Wiener Akademie der bildenden Künste vereinigt wurde. Willes Schüler Charles-Clément Bervic wurde später zu einem der führenden französischen Kupferstecher.
Durch den Kunsthandel hatte Wille zwischenzeitlich ein beträchtliches Vermögen erworben, was ihm eine gewisse Unabhängigkeit von auftragsgebundenen Arbeiten und von adligen Mäzenen verschaffte, ihm aber auch mehr Freiheiten für künstlerische Experimente gab. Seit 1761 wollte er nur noch arbeiten, wie es ihm gefiel, und sich von der reinen Porträtstecherei abwenden.

### Zahlreiche Kontakte zu deutschen Künstlern und Gelehrten
Auch wenn er Paris so gut wie nie verließ, fühlte sich Wille seiner deutschen Heimat zeitlebens verbunden und unterhielt einen regen Briefwechsel mit deutschsprachigen Gelehrten und Künstlern, darunter Christoph Martin Wieland, Johann Joachim Winckelmann, Johann Gottfried Herder, Christian Ludwig von Hagedorn und Johann Heinrich Füssli. Nachdem sein Freund Georg Friedrich Schmidt Paris 1744 verlassen hatte und Hofkupferstecher am preußischen Hof geworden war, stand Wille mit ihm bis zu dessen Tod 1775 in Briefkontakt. Auch mit seinem ehemaligen Pariser Freund Johann Martin Preissler korrespondierte er regelmäßig. Wille gehörte aber auch der deutschsprachigen Pariser Handwerker- und Künstleremigrantengemeinschaft an. Wichtige Namen, die diese Verbindungen belegen, sind David Roentgen, Adam Weisweiler und Januarius Zick. Als im Mai 1769 der Kant-Schüler Herder eine Reise nach Frankreich antrat, die ihn auch nach Paris führte, war es Wille, der ihn dort in die Pariser Gesellschaft einführte, denn kaum ein zweiter Deutscher verfügte im 18. Jahrhundert über ein derart umfangreiches Netz an Kontakten innerhalb der Kunstszene der französischen Metropole.

### Privatleben
Engster Freund des Künstlers war Georg Friedrich Schmidt, mit dem er von 1736 bis 1742 in der französischen Metropole in einer gemeinsamen Wohnung lebte. In ihren Pariser Jahren konnten die beiden jungen Männer „nicht genug voneinander bekommen“, wie Wille in seinen Memoiren schrieb. Ständig waren sie mit ihren Skizzenbüchern zusammen unterwegs, um die Gegend um Paris darin festzuhalten und sich gegenseitig zu skizzieren. Nachdem Schmidt 1742 die WG verlassen hatte, fühlte sich Wille einsam und trauerte der gemeinsam mit seinem Freund verlebten Zeit nach. Auch zu seinen Schülern scheint der Künstler ein eher unkonventionelles Verhältnis gehabt zu haben. So heißt es in einem Brief seines Pariser Schülers Jacob Matthias Schmutzer: „ich kisse meinen Vatter Will vielle 1 000 000 Mahl.“
Wille heiratete 1747 Marie Louise Deforges, die 1785 starb. Sein Sohn Peter Alexander oder Pierre-Alexandre Wille wurde nach seiner Ausbildung bei Jean-Baptiste Greuze als Maler bekannt und von Ludwig XVI. zum Hofmaler ernannt, doch verblasste sein Stern ebenso wie der seines Vaters (s. u.) nach der Französischen Revolution.
Zeitweise war in Paris der junge Denis Diderot Willes Nachbar in der Rue de l’Observance, unweit der École de médecine. Von ihm lieh sich der Künstler öfter Bücher aus und wurde so mit dem Gedankengut der Aufklärung vertraut, was auch Auswirkungen auf seine Lehrtätigkeit und seine sonstigen Kontakte hatte. Willes Haus Nr. 20 am Quai des Augustins wurde zum Treffpunkt der künstlerischen und geistigen Elite von Paris. Unter den regelmäßigen Gästen befanden sich so bekannte Künstlerpersönlichkeiten wie Charles-Nicolas Cochin, Claude Joseph Vernet und François Boucher. Das Haus diente auch zahlreichen Parisreisenden als Unterkunft.

### Späte Jahre in Armut
Während sein glorreicher Aufstieg im Ancien Régime dazu führte, dass er in seinem Haus eine stattliche Kunstsammlung zusammentragen konnte, die er 1784 und 1786 teilweise wieder veräußerte, lebte Wille seit der Französischen Revolution, in deren Folge er den Großteil seines Hab und Guts einbüßte, in ärmlichen Verhältnissen. 1793 verlor er durch einen dicht neben ihm abgefeuerten Kanonenschuss sein Gehör. Napoléon Bonaparte ernannte ihn zum Ritter der Ehrenlegion. Wegen des Verlustes seines Augenlichtes konnte er in seinen späten Jahren jedoch nicht mehr künstlerisch arbeiten. Er musste sich von einem Hund an der Leine führen lassen und versuchte, noch einige seiner früheren Stiche zu verkaufen, doch ohne großen Erfolg, denn seine früheren Auftraggeber und Sammler hatten nach der Französischen Revolution ähnliche Geldsorgen wie er. Laut Nagler hat sich der Künstler auf dem Titelblatt zu einer Sammlung seiner Stiche selbstironisch als blinden Bettler dargestellt, der von einem Hund an der Leine geführt wird, wie er einem ehemals reichen Förderer begegnet, der nach der Französischen Revolution ebenfalls zum Bettler geworden ist. Der Künstler starb 93-jährig im April 1808 total verarmt in Paris.

## Werke
Seine Graphiken finden sich in zahlreichen graphischen Sammlungen, so etwa
- mehrere Druckgrafiken der Maximilian Speck von Sternburg Stiftung im Museum der bildenden Künste Leipzig, (online, Sternburg-Stiftung)
- im Herzog Anton Ulrich-Museum Braunschweig
- Tripota[23]

## Schüler von Johann Georg Wille (Auswahl)
- Charles Clément Bervic (Charles Clément Balvay; 1756–1822)
- Balthasar Anton Dunker
- Johann Heinrich Eberts
- Heinrich Guttenberg
- François Robert Ingouf (1747–1812)
- Johann Gotthard von Müller
- Jacob Matthias Schmutzer
- Christian Gottfried Schulze
- Johann Friedrich August Tischbein
- Egid Verhelst der Jüngere
- Franz Edmund Weirotter
- Carl Wilhelm Weisbrod[24] (1746–1806)